# Pieros Sotiriou
Pieros Sotiriou (Grieks: Πιέρος Σωτηρίου; Nicosia, 13 januari 1993) is een Cypriotisch voetballer die doorgaans speelt als spits. In januari 2025 verruilde hij Sanfrecce Hiroshima voor APOEL Nicosia. Sotiriou maakte in 2012 zijn debuut in het Cypriotisch voetbalelftal.

## Clubcarrière
Sotiriou speelde in de jeugd van Olympiakos Nicosia en voor die club maakte hij ook zijn professionele debuut. Op 19 maart 2011 werd met 1–2 gewonnen op bezoek bij Doxa Katokopia. In deze wedstrijd mocht de aanvaller elf minuten voor het einde van de wedstrijd invallen voor Philip Onyemah. In zijn tweede seizoen in de hoofdmacht kwam Sotiriou voor de eerste maal tot scoren, toen op 18 september 2011 in eigen huis met 1–4 verloren werd van stadsgenoot APOEL Nicosia, waarvoor Konstantinos Charalambidis en Esteban Solari beiden tweemaal doel troffen.
In de zomer van 2013 maakte hij de overstap naar APOEL, waar hij zijn handtekening zette onder een verbintenis voor de duur van vier seizoenen. Dit contract werd in september 2016 met drie seizoenen verlengd, tot medio 2020. FC Kopenhagen haalde de Cyprioot medio 2017 naar Denemarken voor circa tweeënhalf miljoen euro. Bij zijn nieuwe club tekende hij voor vijf seizoenen. Na tweeënhalf jaar verkaste hij voor circa twee miljoen euro naar Astana.
In het seizoen 2020 kwam de Cyprioot tot zes competitiedoelpunten in vijftien optredens, waarna hij voor circa achthonderdduizend euro verkocht werd aan Loedogorets, dat hem vastlegde voor drieënhalf jaar. Na negentien competitiedoelpunten in Bulgarije haalde Sanfrecce Hiroshima hem in augustus 2022 naar Japan. Nadat zijn contract in januari 2025 was afgelopen, keerde Sotiriou na zevenenhalf jaar terug bij APOEL Nicosia.

## Clubstatistieken
| Seizoen | Club                | Competitie   | Competitie | Competitie | Beker | Beker | Internationaal | Internationaal | Totaal | Totaal |
| Seizoen | Club                | Competitie   | Wed.       | Dlp.       | Wed.  | Dlp.  | Wed.           | Dlp.           | Wed.   | Dlp.   |
| ------- | ------------------- | ------------ | ---------- | ---------- | ----- | ----- | -------------- | -------------- | ------ | ------ |
| 2010/11 | Olympiakos Nicosia  | A Divizion   | 6          | 0          | 0     | 0     | —              | —              | 6      | 0      |
| 2011/12 | Olympiakos Nicosia  | A Divizion   | 16         | 1          | 2     | 1     | —              | —              | 18     | 2      |
| 2012/13 | Olympiakos Nicosia  | A Divizion   | 29         | 7          | 2     | 1     | —              | —              | 31     | 8      |
| 2013/14 | APOEL Nicosia       | A Divizion   | 5          | 0          | 0     | 0     | 4              | 0              | 9      | 0      |
| 2014/15 | APOEL Nicosia       | A Divizion   | 10         | 4          | 1     | 0     | 2              | 0              | 13     | 4      |
| 2015/16 | APOEL Nicosia       | A Divizion   | 26         | 0          | 5     | 1     | 7              | 0              | 38     | 1      |
| 2016/17 | APOEL Nicosia       | A Divizion   | 32         | 21         | 6     | 1     | 15             | 5              | 53     | 27     |
| 2017/18 | FC Kopenhagen       | Superligaen  | 33         | 14         | 1     | 0     | 14             | 2              | 48     | 16     |
| 2018/19 | FC Kopenhagen       | Superligaen  | 20         | 2          | 1     | 0     | 9              | 2              | 30     | 4      |
| 2019/20 | FC Kopenhagen       | Superligaen  | 18         | 9          | 1     | 1     | 11             | 3              | 30     | 13     |
| 2020    | Astana              | Premjer-Liga | 15         | 6          | 1     | 1     | 2              | 0              | 18     | 7      |
| 2020/21 | Loedogorets         | Parva Liga   | 9          | 1          | 4     | 1     | —              | —              | 13     | 2      |
| 2021/22 | Loedogorets         | Parva Liga   | 25         | 17         | 3     | 2     | 14             | 4              | 42     | 23     |
| 2022/23 | Loedogorets         | Parva Liga   | 2          | 1          | 0     | 0     | 5              | 3              | 7      | 4      |
| 2022    | Sanfrecce Hiroshima | J1 League    | 7          | 1          | 4     | 2     | —              | —              | 11     | 3      |
| 2023    | Sanfrecce Hiroshima | J1 League    | 19         | 4          | 1     | 0     | —              | —              | 20     | 4      |
| 2024    | Sanfrecce Hiroshima | J1 League    | 25         | 9          | 5     | 1     | 5              | 2              | 35     | 12     |
| 2024/25 | APOEL Nicosia       | A Divizion   | 0          | 0          | 0     | 0     | 0              | 0              | 0      | 0      |
| Totaal  | Totaal              | Totaal       | 297        | 107        | 37    | 12    | 88             | 21             | 422    | 140    |

Bijgewerkt op 7 januari 2025.

## Interlandcarrière
Sotiriou maakte in 2012 zijn debuut in het Cypriotisch voetbalelftal. Op 14 november werd in een oefenduel met 0–3 verloren van Finland door doelpunten van Teemu Pukki, Përparim Hetemaj en Toni Kolehmainen. De aanvaller mocht van bondscoach Nikos Nioplias in de drieënzestigste minuut invallen voor Demetris Christofi. De andere debutant dit duel was Marios Antoniadis (APOEL Nicosia). Op 13 november 2016 speelde hij zijn negentiende interland, toen hij in een kwalificatiewedstrijd voor het WK 2018 tegen Gibraltar in de basis startte. In de vijfenzestigste minuut zette Sotiriou zijn land op een 2–1 voorsprong. Uiteindelijk zou het nog 3–1 worden en de aanvaller zou gewisseld worden ten faveure van Nestoras Mitidis.
| Interlands van Pieros Sotiriou voor Cyprus | Interlands van Pieros Sotiriou voor Cyprus | Interlands van Pieros Sotiriou voor Cyprus | Interlands van Pieros Sotiriou voor Cyprus | Interlands van Pieros Sotiriou voor Cyprus | Interlands van Pieros Sotiriou voor Cyprus | Interlands van Pieros Sotiriou voor Cyprus |
| №                                          | Datum                                      | Wedstrijd                                  | Uitslag                                    | Competitie                                 | Goals                                      |                                            |
| Als speler bij Olympiakos Nicosia          | Als speler bij Olympiakos Nicosia          | Als speler bij Olympiakos Nicosia          | Als speler bij Olympiakos Nicosia          | Als speler bij Olympiakos Nicosia          | Als speler bij Olympiakos Nicosia          | Als speler bij Olympiakos Nicosia          |
| ------------------------------------------ | ------------------------------------------ | ------------------------------------------ | ------------------------------------------ | ------------------------------------------ | ------------------------------------------ | ------------------------------------------ |
| 1                                          | 14 september 2012                          | Cyprus – Finland                           | 0 – 3                                      | Vriendschappelijk                          |                                            |                                            |
| 2                                          | 6 februari 2013                            | Cyprus – Servië                            | 1 – 3                                      | Vriendschappelijk                          |                                            |                                            |
| 3                                          | 23 maart 2013                              | Cyprus – Zwitserland                       | 0 – 0                                      | WK 2014 kwalificatie                       |                                            |                                            |
| 4                                          | 8 juni 2013                                | Zwitserland – Cyprus                       | 1 – 0                                      | WK 2014 kwalificatie                       |                                            |                                            |
| Als speler bij APOEL Nicosia               |                                            |                                            |                                            |                                            |                                            |                                            |
| 5                                          | 6 september 2013                           | Noorwegen – Cyprus                         | 2 – 0                                      | WK 2014 kwalificatie                       |                                            |                                            |
| 6                                          | 10 september 2013                          | Cyprus – Slovenië                          | 0 – 2                                      | WK 2014 kwalificatie                       |                                            |                                            |
| 7                                          | 11 oktober 2013                            | IJsland – Cyprus                           | 2 – 0                                      | WK 2014 kwalificatie                       |                                            |                                            |
| 8                                          | 15 oktober 2013                            | Cyprus – Albanië                           | 0 – 0                                      | WK 2014 kwalificatie                       |                                            |                                            |
| 9                                          | 27 mei 2014                                | Japan – Cyprus                             | 1 – 3                                      | Vriendschappelijk                          |                                            |                                            |
| 10                                         | 10 oktober 2014                            | Cyprus – Israël                            | 1 – 2                                      | EK 2016 kwalificatie                       |                                            |                                            |
| 11                                         | 13 oktober 2014                            | Wales – Cyprus                             | 2 – 1                                      | EK 2016 kwalificatie                       |                                            |                                            |
| 12                                         | 28 maart 2015                              | België – Cyprus                            | 5 – 0                                      | EK 2016 kwalificatie                       |                                            |                                            |
| 13                                         | 3 september 2015                           | Cyprus – Wales                             | 0 – 1                                      | EK 2016 kwalificatie                       |                                            |                                            |
| 14                                         | 6 september 2015                           | Cyprus – België                            | 0 – 1                                      | EK 2016 kwalificatie                       |                                            |                                            |
| 15                                         | 24 maart 2016                              | Oekraïne – Cyprus                          | 1 – 0                                      | Vriendschappelijk                          |                                            |                                            |
| 16                                         | 25 mei 2016                                | Servië – Cyprus                            | 2 – 1                                      | Vriendschappelijk                          |                                            |                                            |
| 17                                         | 6 september 2016                           | Cyprus – België                            | 0 – 3                                      | WK 2018 kwalificatie                       |                                            |                                            |
| 18                                         | 10 oktober 2016                            | Bosnië en Herzegovina – Cyprus             | 2 – 0                                      | WK 2018 kwalificatie                       |                                            |                                            |
| 19                                         | 13 november 2016                           | Cyprus – Gibraltar                         | 3 – 1                                      | WK 2018 kwalificatie                       | 65'                                        |                                            |
| 20                                         | 3 juni 2017                                | Portugal – Cyprus                          | 4 – 0                                      | Vriendschappelijk                          |                                            |                                            |
| 21                                         | 9 juni 2017                                | Gibraltar – Cyprus                         | 1 – 2                                      | WK 2018 kwalificatie                       | 87'                                        |                                            |
| Als speler bij FC Kopenhagen               |                                            |                                            |                                            |                                            |                                            |                                            |
| 22                                         | 31 augustus 2017                           | Cyprus – Bosnië en Herzegovina             | 3 – 2                                      | WK 2018 kwalificatie                       | 87'                                        |                                            |
| 23                                         | 3 september 2017                           | Estland – Cyprus                           | 1 – 0                                      | WK 2018 kwalificatie                       |                                            |                                            |
| 24                                         | 7 oktober 2017                             | Cyprus – Griekenland                       | 1 – 2                                      | WK 2018 kwalificatie                       | 18'                                        |                                            |
| 25                                         | 10 oktober 2017                            | België – Cyprus                            | 4 – 0                                      | WK 2018 kwalificatie                       |                                            |                                            |
| 26                                         | 10 november 2017                           | Georgië – Cyprus                           | 1 – 0                                      | Vriendschappelijk                          |                                            |                                            |
| 27                                         | 13 november 2017                           | Armenië – Cyprus                           | 3 – 2                                      | Vriendschappelijk                          | 89'                                        |                                            |
| 28                                         | 23 maart 2018                              | Cyprus – Montenegro                        | 0 – 0                                      | Vriendschappelijk                          |                                            |                                            |
| 29                                         | 6 september 2018                           | Noorwegen – Cyprus                         | 2 – 0                                      | Nations League 2018/19                     |                                            |                                            |
| 30                                         | 9 september 2018                           | Cyprus – Slovenië                          | 2 – 1                                      | Nations League 2018/19                     | 69'                                        |                                            |
| 31                                         | 13 oktober 2018                            | Bulgarije – Cyprus                         | 2 – 1                                      | Nations League 2018/19                     |                                            |                                            |
| 32                                         | 16 oktober 2018                            | Slovenië – Cyprus                          | 1 – 1                                      | Nations League 2018/19                     |                                            |                                            |
| 33                                         | 21 maart 2019                              | Cyprus – San Marino                        | 5 – 0                                      | EK 2020 kwalificatie                       | 19' (pen.), 23' (pen.)                     |                                            |
| 34                                         | 8 juni 2019                                | Schotland – Cyprus                         | 2 – 1                                      | EK 2020 kwalificatie                       |                                            |                                            |
| 35                                         | 11 juni 2019                               | Rusland – Cyprus                           | 1 – 0                                      | EK 2020 kwalificatie                       |                                            |                                            |
| 36                                         | 6 september 2019                           | Cyprus – Kazachstan                        | 1 – 1                                      | EK 2020 kwalificatie                       | 39'                                        |                                            |
| 37                                         | 9 september 2019                           | San Marino – Cyprus                        | 0 – 4                                      | EK 2020 kwalificatie                       |                                            |                                            |
| 38                                         | 10 oktober 2019                            | Kazachstan – Cyprus                        | 1 – 2                                      | EK 2020 kwalificatie                       | 73'                                        |                                            |
| 39                                         | 16 november 2019                           | Cyprus – Schotland                         | 1 – 2                                      | EK 2020 kwalificatie                       |                                            |                                            |
| 40                                         | 19 november 2019                           | België – Cyprus                            | 6 – 1                                      | EK 2020 kwalificatie                       |                                            |                                            |
| Als speler bij Astana                      |                                            |                                            |                                            |                                            |                                            |                                            |
| 41                                         | 5 september 2020                           | Cyprus – Montenegro                        | 0 – 2                                      | Nations League 2020/21                     |                                            |                                            |
| 42                                         | 9 september 2020                           | Cyprus – Azerbeidzjan                      | 0 – 1                                      | Nations League 2020/21                     |                                            |                                            |
| 43                                         | 10 oktober 2020                            | Luxemburg – Cyprus                         | 2 – 0                                      | Nations League 2020/21                     |                                            |                                            |
| 44                                         | 13 oktober 2020                            | Azerbeidzjan – Cyprus                      | 0 – 0                                      | Nations League 2020/21                     |                                            |                                            |
| Als speler bij Loedogorets                 |                                            |                                            |                                            |                                            |                                            |                                            |
| 45                                         | 24 maart 2021                              | Cyprus – Slowakije                         | 0 – 0                                      | WK 2022 kwalificatie                       |                                            |                                            |
| 46                                         | 27 maart 2021                              | Kroatië – Cyprus                           | 1 – 0                                      | WK 2022 kwalificatie                       |                                            |                                            |
| 47                                         | 30 maart 2021                              | Cyprus – Slovenië                          | 1 – 0                                      | WK 2022 kwalificatie                       |                                            |                                            |
| 48                                         | 8 oktober 2021                             | Cyprus – Kroatië                           | 0 – 3                                      | WK 2022 kwalificatie                       |                                            |                                            |
| 49                                         | 11 oktober 2021                            | Cyprus – Malta                             | 2 – 2                                      | WK 2022 kwalificatie                       | 80'                                        |                                            |
| 50                                         | 11 november 2021                           | Rusland – Cyprus                           | 6 – 0                                      | WK 2022 kwalificatie                       |                                            |                                            |
| 51                                         | 14 november 2021                           | Slovenië – Cyprus                          | 2 – 1                                      | WK 2022 kwalificatie                       |                                            |                                            |
| 52                                         | 24 maart 2022                              | Estland – Cyprus                           | 0 – 0                                      | Nations League 2020/21                     |                                            |                                            |
| 53                                         | 29 maart 2022                              | Cyprus – Estland                           | 2 – 0                                      | Nations League 2020/21                     | 51'                                        |                                            |
| 54                                         | 2 juni 2022                                | Cyprus – Kosovo                            | 0 – 2                                      | Nations League 2022/23                     |                                            |                                            |
| 55                                         | 5 juni 2022                                | Cyprus – Noord-Ierland                     | 0 – 0                                      | Nations League 2022/23                     |                                            |                                            |
| 56                                         | 9 juni 2022                                | Griekenland – Cyprus                       | 3 – 0                                      | Nations League 2022/23                     |                                            |                                            |
| Als speler bij Sanfrecce Hiroshima         |                                            |                                            |                                            |                                            |                                            |                                            |
| 57                                         | 24 september 2022                          | Cyprus – Griekenland                       | 1 – 0                                      | Nations League 2022/23                     |                                            |                                            |
| 58                                         | 27 september 2022                          | Kosovo – Cyprus                            | 5 – 1                                      | Nations League 2022/23                     |                                            |                                            |
| 59                                         | 8 september 2023                           | Cyprus – Schotland                         | 0 – 3                                      | EK 2024 kwalificatie                       |                                            |                                            |
| 60                                         | 12 september 2023                          | Spanje – Cyprus                            | 6 – 0                                      | EK 2024 kwalificatie                       |                                            |                                            |
| 61                                         | 12 oktober 2024                            | Cyprus – Roemenië                          | 0 – 3                                      | Nations League 2024/25                     |                                            |                                            |
| 62                                         | 15 oktober 2024                            | Kosovo – Cyprus                            | 3 – 0                                      | Nations League 2024/25                     |                                            |                                            |
| 63                                         | 18 november 2024                           | Roemenië – Cyprus                          | 4 – 1                                      | Nations League 2024/25                     |                                            |                                            |

Bijgewerkt op 7 januari 2025.

## Erelijst
| Competitie               |               |                                    |               |               |
| Competitie               | Aantal        | Jaren                              |               |               |
| APOEL Nicosia            | APOEL Nicosia | APOEL Nicosia                      | APOEL Nicosia | APOEL Nicosia |
| ------------------------ | ------------- | ---------------------------------- | ------------- | ------------- |
| A Divizion               | 4             | 2013/14, 2014/15, 2015/16, 2016/17 |               |               |
| Kupello Kuprou           | 2             | 2013/14, 2014/15                   |               |               |
| Supercup                 | 1             | 2013                               |               |               |
| FC Kopenhagen            |               |                                    |               |               |
| Superligaen              | 1             | 2018/19                            |               |               |
| Astana                   |               |                                    |               |               |
| Soeperkoebok             | 1             | 2020                               |               |               |
| Loedogorets              |               |                                    |               |               |
| Parva Liga               | 2             | 2020/21, 2021/22                   |               |               |
| Soeperkoepa na Balgarija | 1             | 2021                               |               |               |